# Hell on Stage Live
Hell on Stage Live (englisch für „Hölle auf der Bühne Live“) ist das zweite Livealbum der US-amerikanischen True-Metal-Band Manowar und wurde als Doppel-CD im Jahr 1999 veröffentlicht.
Das Livealbum wurde im Rahmen der Hell on Stage Tour 1998 aufgenommen und produziert. Es beinhaltet Lieder aus allen zehn Ländern, in denen Manowar 1998 gespielt haben.
Die Abbildung auf dem Front-Cover wurde von Ken Kelly geschaffen, der seit dem Album Fighting the World für die Illustrationen zuständig ist.

## Titelliste
CD 1
1. Metal Daze – 4:34 – aufgenommen am Samstag, 26. September 1998 in São Paulo – Monsters Of Rock, Brasilien
2. Dark Avenger – 6:36 – aufgenommen am Montag, 18. Mai 1998 in Pratteln – Z7 Konzertfabrik, Schweiz
3. March For Revenge (By The Soldiers Of Death) – 9:02 – aufgenommen am Montag, 15. Juni 1998 in Budapest – Petofi Csarnok, Ungarn
4. Hatred – 7:58 – aufgenommen am Montag, 25. Mai 1998 in Bonn – Biskuitthalle, Deutschland
5. Gates Of Valhalla – 8:41 – aufgenommen am Dienstag, 2. Juni 1998 in Kaufbeuren – Zeppelinhalle, Deutschland
6. Bridge Of Death – 9:15 – aufgenommen am Donnerstag, 21. Mai 1998 in Lyon – Transborder, Frankreich
7. Williams Tale – 3:08 – aufgenommen am Freitag, 15. Mai 1998 in Gent – Vooruit, Belgien
8. Guyana (Cult Of The Damned) – 7:31 – aufgenommen am Freitag, 26. Juni 1998 in Murcia – Campo De Futbol, Spanien

CD 2
1. The Warrior’s Prayer – 4:25 – aufgenommen am Mittwoch, 24. Juni 1998 in Madrid – Macumba, Spanien
2. Blood Of The Kings – 8:05 – aufgenommen am Sonntag, 14. Juni 1998 in Zlín – Hala Novesta, Tschechien
3. Sting Of The Bumblebee – 6:00 – aufgenommen am Donnerstag, 4. Juni 1998 in Unna – Goepferthalle, Deutschland
4. Heart Of Steel – 6:23 – aufgenommen am Mittwoch, 3. Juni 1998 Filderstadt – Philharmonie, Deutschland
5. Master Of The Wind – 5:36 – aufgenommen am Mittwoch, 3. Juni 1998 in Madrid – Macumba, Spanien
6. Outlaw – 3:30 – aufgenommen am Freitag, 19. Juni 1998 in Graz – Orpheum, Österreich
7. The Power – 4:09 – aufgenommen am Samstag, 26. September 1998 in São Paulo – Monsters Of Rock, Brasilien
8. The Crown And The Ring (Outro Version) – 2:53 – aufgenommen am Mittwoch, 18. November 1998 in Porto – The Hard Club, Portugal

## Trivia
- Im Booklet finden sich unter anderem die gesamten Tourdaten der Hell on Stage Tour.
- Obwohl Hell on Stage Live eine kürzere Spielzeit als das 1997 erschienene Hell on Wheels Live hat, sind viele Fans der Meinung, Hell on Stage Live sei das Bessere beider Livealben. Dies liegt aller Wahrscheinlichkeit daran, dass Hell on Stage Live eine bessere Aufnahmequalität zu bieten hat und vor allem sehr viele Songs enthalten sind, die seltener von der Band dargeboten werden.